# Dinamo Braszów (szachy)
Dinamo Braszów – klub szachowy z siedzibą w Braszowie, zamiejscowa sekcja Dinama Bukareszt, mistrz kraju z 1958 roku.

## Historia
Sekcja szachowa była jedną z trzech sekcji istniejących od momentu powstania w 1948 roku Dinama Bukareszt (obok piłkarskiej i tenisowej). W 1958 roku klub zdobył mistrzostwo Rumunii.
W późniejszym czasie sekcja została przeniesiona do Centrul Sportiv w Braszowie. W 2006 roku klub zajął trzecie miejsce w Superlidze. Rok później Dinamo uzyskało piąte miejsce w lidze. W 2009 roku zespół zajął czwartą pozycję w Superlidze. W 2010 roku zespół nie przystąpił do rozgrywek. W 2020 roku zawodniczki klubu zdobyły mistrzostwo kraju w szachach błyskawicznych.
Zawodnikami klubu byli m.in. Bela Badea, Csaba Balogh, Ioan-Cristian Chirilă, Anya Corke, Alaksiej Fiodarau, Viorel Iordăchescu, Vlad-Cristian Jianu, Constantin Lupulescu, Mihail Marin, Aleksandr Motylow, Ciprian-Costică Nanu, Adrian Negulescu, Wadym Szyszkin, Heorhij Tymoszenko i Szidónia Vajda.